# Antoine Karam
Antoine Karam (Caiena, 21 de febrer de 1950) és un polític de la Guaiana Francesa. És d'origen libanès. Professor d'història, ha impartit classes al Col·legi Paul Kopel i ha estat president de la Lliga d'Atletisme el 1977. Militant del Partit Socialista Guaianès, el 1977 fou escollit membre del consell municipal de Caiena i el 1983 conseller regional de la Guaiana. El 1992 fou elegit president del Consell regional, càrrec que ocupa fins al 2010. També és membre del Consell general pel cantó de Caiena-Nord-Est entre 1985 i 2015.
Sota la seva presidència, es va celebrar el primer mini-marató de Rochambeau / Caiena (prova anomenada Copa Henri Bonheur aquell el temps) i els primers "Jocs de la Guaiana" (1 de maig de 1979). Sota la seva direcció i amb l'assistència de la Direcció Departamental de Joventut i Esports, del Consell General i del Consell Regionals s'ha inaugurat una pista sintètica el 1984 per acollir el 1985 els Tercers Jocs de Guaiana.
El 2014 va ser elegit senador.